# Caxias (Maranhão)
Pour les articles homonymes, voir Caxias.
Caxias est une ville de l'État du Maranhão, au Brésil. Elle est située dans l'est de l'État, dans la région des Cocais. C'est le pôle de la région de Timbiras et le siège administratif de la région métropolitaine de Leste Maranhense. 

## Géographie
Caxias est située à 04° 51′ 32″ de latitude Sud et 43° 21′ 22″ de longitude Ouest. Son altitude moyenne est de 66 mètres. C'est la cinquième ville la plus peuplée de l'État, avec une population de 156 970 habitants, selon les données de l'IBGE de 2022. Sa superficie est de 5 201,927 kilomètres carrés (2022/IBGE).

## Histoire
Le duc de Caxias reçut son titre de baron de Caxia, à l'époque, en hommage à cette ville. Elle est aussi connue comme « Princesse du Sertão » et fut le centre du conflit connu comme Balaiada.

## Personnalités
Caxias est la ville de naissance de la chanteuse Aline de Lima, des poètes António Gonçalves Dias et Coelho Neto, du footballeur Chiquinho, ainsi que l'auteur du drapeau brésilien, l'apôtre du positivisme Raimundo Teixeira Mendes.

## Maires
| Période | Période | Identité                      | Étiquette | Qualité |
| ------- | ------- | ----------------------------- | --------- | ------- |
| 1994    | 1997    | Paulo Marinho                 | PSC       |         |
| 1997    | 2000    | Eziquio Barros Filho          | PSC       |         |
| 2001    | 2004    | Márcia Serejo Marinho         | PMDB      |         |
| 2005    | 2012    | Humberto Ivar Araújo Coutinho | PDT       |         |